# Agapetus insons
Agapetus insons är en nattsländeart som först beskrevs av Mclachlan 1879.  Agapetus insons ingår i släktet Agapetus och familjen stenhusnattsländor. Inga underarter finns listade i Catalogue of Life.